# Freeze (låt)
Freeze är en låt av den kanadensiska progrockbandet Rush. Låten återfinns på albumet Vapor Trails, släppt 14 maj 2002. "Freeze" är en av flera låtar på albumet som aldrig spelades live.
Låten är den fjärde och sista delen i "Fear"-låtserien. 
"Freeze" är inspirerad av en incident som trummisen Neil Peart var med i. I incidenten drunknade nästan Peart när några tonåringar inte lät honom få komma upp på en flotte, efter att han hade blivit andfådd av att simma till den.